# 2009 en Serbie
2007 en Serbie - 2008 en Serbie - 2009 en Serbie - 2010 en Serbie - 2011 en Serbie
2007 par pays en Europe - 2008 par pays en Europe - 2009 par pays en Europe - 2010 par pays en Europe - 2011 par pays en Europe

## Chronologie

### Janvier 2009
- Vendredi 16 janvier 2009 : Le Fonds monétaire international accorde un prêt de 402,5 millions d'euros à la Serbie. Le prêt, qui prend la forme d'un accord de confirmation (stand-by agreement) de 15 mois, met immédiatement à la disposition de la banque centrale serbe la somme de 268,4 millions d'euros. Mais les autorités locales n'entendent pas tirer sur ces fonds dans l'immédiat et considèrent l'accord avec le FMI comme une mesure de précaution.
- Jeudi 22 janvier 2009 : Le ministre de la Défense Dragan Sutanovac est reçu par le premier ministre irakien Nouri al-Maliki en Irak pour discuter « des mécanismes de coopération […] pour fournir à l'armée et la police irakiennes les équipements, les armes et la formation nécessaires ».  En septembre 2007, le ministre irakien de la Défense Abdel Qader Mohammed Jassem Obeidi avait signé avec Dragan Sutanovac une lettre d'intention concernant la coopération en matière de défense. En décembre 2007 le président serbe Boris Tadic avait annoncé un accord avec l'Irak d'une valeur de 235 M.$. Dragan Sutanovac déclare que la Serbie « entretenait des relations amicales avec l'Irak » et qu'elle était prête « à fournir à l'Irak tout ce dont l'Irak a besoin », précisant que l'Académie militaire serbe était ouverte aux Irakiens et que son pays était prêt à former des médecins militaires.

### Février 2009
- Jeudi 26 février 2009 : Le  Tribunal pénal international pour l'ex-Yougoslavie (TPIY) acquitte l'ancien président Milan Milutinovic (66 ans) le déclarant innocent malgré ses fonctions et son autorité légale sur les services de police. Président de la Serbie de 1997 à 2002 durant la guerre au Kosovo (1998-1999), il était membre du conseil suprême de défense qui avait ordonné  l'expulsion de 800 000 Albanais de cette province aujourd'hui indépendante.

### Mars 2009
- Mardi 3 mars 2009 : Selon le Los Angeles Times, l'ancien chef des services secrets de Slobodan Milosevic, Jovica Stanisic travaillait pour la CIA et fut  le principal correspondant des services américains à Belgrade pendant huit années.
- Lundi 23 mars 2009 : Le président Boris Tadic appelle à l'ONU, les pays n'ayant pas reconnu l'indépendance du Kosovo à rester sur cette position tant que la Cour de justice internationale (CIJ) ne s'est pas prononcée sur la légalité de cette indépendance. Le Kosovo a proclamé unilatéralement, le 17 février 2008, son indépendance, qui a été reconnue par 56 pays dont les États-Unis et la plupart des membres de l'Union européenne (UE). D'autre part il estime que le nombre de Kosovars serbes et d'autres membres de minorités non albanaises revenant y vivre après avoir fui était « infinitésimal » : « Encore aujourd'hui, les Serbes du Kosovo n'ont ni sécurité, ni liberté de mouvement, ni état de droit, ni eau ou électricité […] La Serbie, ainsi que certains membres de l'Union européenne, sont confrontés à de graves problèmes découlant des activités de la mafia albanaise au Kosovo, spécialisée dans les trafics de drogue, d'êtres humains et d'armes »[1].

### Avril 2009
- Jeudi 9 avril 2009 : Le premier ministre Mirko Cvetković annonce que le gouvernement prépare « une série de mesures devant empêcher [le] produit intérieur brut de se contracter de plus de 2 % » pour éviter une récession. Fin mars, les représentants du Fonds monétaire international ont évoqué lors l'accord avec Belgrade sur l'octroi d'un prêt de trois milliards d'euros à la Serbie, que la croissance du pays « devrait être négative cette année » de l'ordre de 2 %.
- Lundi 13 avril 2009 : Le ministre des Affaires étrangères, Vuk Jeremic, annonce que la Serbie est prête à présenter son dossier « sur plus de 300 pages » sur le Kosovo à la Cour internationale de justice (CIJ) de La Haye dès la « semaine prochaine ». Le Kosovo qui a proclamé son indépendance en février 2008 a été reconnu à ce jour par 57 États, dont les États-Unis et la plupart des pays de l'Union européenne. La Serbie, soutenue par son puissant allié, la Russie, dans les enceintes internationales, ne reconnaît pas cette indépendance et considère le Kosovo comme sa province méridionale.
- Jeudi 23 avril 2009 : Le tribunal serbe chargé de juger les crimes de guerre condamne, au terme d'un procès qui a duré trois ans, 4 anciens policiers serbes à des peines allant de 20, 15 et 13 ans de prison pour leur implication dans le massacre de 48 Albanais dans le village de Suva Reka au Kosovo en mars 1999. 3 autres accusés ont été déclarés non coupables. Cette tuerie est considérée comme le pire massacre de la guerre du Kosovo. Parmi les victimes figuraient 14 enfants, deux nourrissons, une femme enceinte et une centenaire.

### Mai 2009
- Mardi 5 mai 2009 : Le Tribunal pénal international (TPI) pour l'ex-Yougoslavie condamne en appel à 17 ans d'emprisonnement la peine d'un ancien officier serbe, Veselin Sljivancanin, condamné en 2007 à cinq ans de prison pour le massacre de 194 personnes extraites de l'hôpital de Vukovar en Croatie en 1991.
- Mercredi 20 mai 2009 : Visite à Belgrade du vice-président américain, Joe Biden.
- Samedi 30 mai 2009 : Deux membres du milieu serbe, Milenko Kuzmanovic et Sreten Jocic, seraient impliqués dans l'assassinat d'un journaliste croate, Ivo Pukanic en octobre 2009, par attentat à la bombe. Cinq autres personnes sont déjà accusées d'avoir perpétré l'attentat à la bombe contre Pukanic, dont trois Croates, un Serbe et un autre à la double nationalité bosniaque et croate[2].

### Juin 2009
- Jeudi 4 juin 2009 : Un squelette de mammouth, vieux d'environ un million d'années a été découvert, lors des fouilles du site archéologique d'un ancien camp romain sur le Danube. Le squelette « est extrêmement bien conservé, seul le crâne est légèrement abîmé ». Le mammouth devait mesurer 4 mètres de haut et peser 10 tonnes[3].
- Jeudi 11 juin 2009 : Rasim Ljajic, ministre chargé de la coopération avec le Tribunal pénal international pour l'ex-Yougoslavie (TPIY), dénonce une manipulation de la télévision bosniaque qui a présenté comme récentes des images de Ratko Mladic, fugitif  réclamé par la justice internationale, alors qu'elles sont en réalité vieilles de « huit ans ».
- Vendredi 12 juin 2009 : Trois Serbes ont été arrêtés au Kosovo, car soupçonnés d'avoir tenté d'obtenir, par de l'argent, de faux témoignages dans l'affaire des trafics présumés d'organes par des maquisards kosovars lors du conflit de 1999. L'affaire des trafics présumés d'organes pendant et juste après la guerre du Kosovo est évoquée de façon récurrente dans les Balkans. L'ancienne Procureure du Tribunal pénal international (TPI) pour l'ex-Yougoslavie, Carla Del Ponte, se référant à des sources journalistiques, a évoqué  dans un livre publié l'année dernière, un trafic d'organes qui auraient été prélevés sur quelque 300 prisonniers, notamment serbes, enlevés au Kosovo et acheminés vers l'Albanie pendant l'été 1999, juste après la guerre, par des maquisards kosovars[4].

### Juillet 2009
- Vendredi 3 juillet 2009 : Une amende de 7 à 15 000 euros a été requise par le procureur Bruce MacFarlane à l'encontre de l'ancienne porte-parole du procureur du TPIY la française Florence Hartmann, accusée d'outrage à la Cour, pour avoir publié le contenu de deux décisions confidentielles de la chambre d'appel du TPI qui s'opposait à la publication de documents qui auraient, selon elle, permis de prouver l'implication de la Serbie dans le génocide de Srebrenica (Bosnie) qui a coûté la vie à quelque 8 000 Musulmans en 1995. Ces décisions avaient été rendues dans le cadre du procès de l'ancien président Slobodan Milosevic, mort en 2006 dans sa cellule à La Haye. Elles ont été relatées dans un livre de la journaliste française publié en 2007, « Paix et châtiment », et un article paru début 2008[5].
- Lundi 13 juillet 2009 :
  - 49 cas de grippe A(H1N1) confirmés dont 6 sportifs participants aux Jeux universitaires et 8 touristes ayant assistés festival de musique international Exit à Novi Sad.
  - Un Kosovar de 36 ans, Muharem Gashi, recherché pour crimes de guerre par la justice serbe pour crimes de guerre perpétrés au Kosovo contre des civils serbes, a été arrêté près de Rimini (Italie). Chauffeur de poids lourds, il vivait à Bellaria comme réfugié politique.
- Lundi 20 juillet 2009 : Deux ex-paramilitaires serbes, Milan Lukic Sredoje Lukic, ont été condamnés par le Tribunal pénal international (TPI) pour l'ex-Yougoslavie pour avoir commis des crimes contre l'humanité en Bosnie en 1992-1994. Le 14 juin 1992, les deux accusés, membres des « Aigles blancs », ont assassiné quelque 70 femmes, enfants et personnes âgées, tous musulmans de Bosnie, en les enfermant dans une maison de Višegrad qu'ils ont incendiée avant de tirer à l'arme automatique sur ceux qui tentaient de s'enfuir par les fenêtres. Le 27 juin 1992, ils ont également tué environ 70 musulmans, femmes, enfants et personnes âgées, enfermés dans une maison de Bikavac, près de Višegrad, où il avait jeté des grenades après avoir condamné toutes les issues[6].
- Vendredi 31 juillet 2009 : Aux Championnats du monde de natation à Rome, le nageur Milorad Čavić a battu en demi-finale le record du monde du 100 m papillon hommes en 50 s 1.